# Natpis vojvode Masna
Natpis vojvode Masna je natpis dimenzija 110 x 75 centimetara uklesan je na skoro vertikalnoj površini, na stijeni iznad željezničke postaje u Donjoj Drežnici (Zaušje). Slova su na natpisu prilično dobro očuvana, osim s lijeve strane gdje su nešto oštećena.
Dva su natpisa, onaj Kočerinski i ovaj Drežnički višestruko povezana, i to ne samo radi njihove relativne blizine (između Kočerina i Donje Drežnice udaljenost je zračnom linijom svega 20-ak kilometara), nego i činjenice da su ovakvi natpisi (riječ je o natpisima koji se u fondu sličnih tekstova izrazito izdvajaju svojom dužinom i stilom) predstavljali rijetkost. Osim toga, ta dva epigrafska spomenika povezuje ista povijesna ličnost: ban, odnosno kralj Tvrtko: na starijoj - Drežničkoj ploči piše: u d(ь)ni... g(ospodi)na bana bosanьskoga tvrьtka, a na Kočerinskoj: služi banu stipanu i kralu tv(rьt)ku. Potom, i jedan i drugi natpis, iako epigrafski spomenici, imaju elemente diplomatičkih isprava, tj. u njihovoj je strukturi vidljiv utjecaj pisanja i prepisivanja kancelarijskih dokumenata, iz čega se može pretpostaviti, da su isti pisari pisali i jedne i druge tekstove.
Iako epigrafski tekstovi nisu mogli imati težinu vladarskih isprava, oni su nastajali u istoj sredini koju su tvorili čitatelji vladarskih isprava. Drežnički natpis je zapravo potvrda posjeda: on obavještava o tome, da je tu, u Drežnici, u vrijeme ugarskog kralja Ladislava i bosanskog bana Tvrtka izgrađen dvor velikaša Masnovića, vojvode Masna i njegovih sinova Radoslava i Miroslava. Među svim objavljenim natpisima u izdanju Marka Vege, ukupno 325, Drežničkom natpisu pripada posebno mjesto. To je jedini natpis uklesan na dvoru.

## Poveznice
- Kočerinska ploča
- Hrvatska ćirilica